# Білл Ксіпкей
Білл Ксіпкей (англ. Bill Csipkay; нар. ) — колишній американський тенісист.
Найвищу одиночну позицію світового рейтингу — 353 місце досяг 2 січня 1984, парну — 186 місце — 6 серпня 1984 року.

## Фінали ATP Челленджер

### Парний розряд: 1 (0–1)
| Результат | Ранг | Дата     | Турнір                                       | Покриття | Партнер    | Суперники                       | Рахунок       |
| --------- | ---- | -------- | -------------------------------------------- | -------- | ---------- | ------------------------------- | ------------- |
| Поразка   | 1.   | Лип 1978 | Raleigh Challenger, Ролі (Північна Кароліна) | Ґрунт    | Джон Седрі | Франсіско Гонсалес Кріс Сільван | 2–6, 6–3, 3–6 |